# Arnaud Blin
Pour les articles homonymes, voir Blin.
Arnaud Blin, né le 23 mai 1960 à Boulogne-Billancourt (Île-de-France), est un historien et politologue franco-américain. Il est l'auteur d’une douzaine d’ouvrages d’histoire et de géostratégie.

## Biographie

### Jeunesse et études
Né à Boulogne-Billancourt, Arnaud Blin suit ses études primaires dans l'Aisne. Il poursuit ses études secondaires au lycée français de Washington et de Lomé. Il obtient son baccalauréat international au lycée international de Washington.
Il suit son incorporation en 1980 au 2e régiment d’artillerie (Landau in der Pfalz), où il suit une formation de topographe. 
Il poursuit des études de science politique et d'histoire à l’université de Georgetown, de droit international à la Fletcher School of Law and Diplomacy, et enfin d’histoire des religions à l’université Harvard.

### Vie professionnelle
Spécialiste d’histoire politique et militaire, influencé par l’école anglo-saxonne, il contribue à la renaissance française de l’histoire militaire classique qui se fait jour à partir des années 2000. Ses ouvrages se caractérisent par l’accent mis sur les conditions géopolitiques et géostratégiques définissant la nature et la portée des grands conflits armés. Arnaud Blin a publié plusieurs ouvrages avec Gérard Chaliand dont une Histoire du terrorisme et un Dictionnaire de stratégie. Également auteur de biographies politiques (Tamerlan, Franklin Delano Roosevelt), il s’est intéressé à la dialectique de la paix et de la guerre en prenant pour exemple la paix de Westphalie de 1648. Ses ouvrages ont été traduits en Anglais, Italien, Espagnol, Roumain, Bulgare. 
Ancien directeur du Beaumarchais Center for International Research, il est Co-directeur du Forum pour une Nouvelle Gouvernance Mondiale, Président de Modus Operandi et chercheur associé à l'Institut français d'analyse stratégique dirigé par François Géré avec qui il a publié les trois volumes de Puissances et Influences (1001 nuits/Fayard/Descartes et Cie). Depuis 2014, il est responsable de la rubrique Histoire de la stratégie au sein de la revue Guerres et Batailles.
Avec le colonel Renaud François, il a créé l’Indice Passy-Dunant de la Paix et l’Indice de la Gouvernance Mondiale (IGM).

### Vie privée
Arnaud Blin est marié et père de deux enfants.

## Publications principales
- Iéna, 1806, Perrin, coll. « Pour l'histoire », mars 2003 (ISBN 978-2-262-01751-4)
- Le désarroi de la puissance, Les États-Unis vers la guerre permanente ?, Paris, Lignes De Repères, octobre 2004, 204 p. (ISBN 978-2-915752-01-4, BNF 39287228)
- Le Terrorisme, Paris, Cavalier Bleu, coll. « Idees Recues, numéro 108 », 127 p. (ISBN 978-2-84670-123-5, BNF 40101035)
- 1648, la paix en Westphalie, ou la naissance de l'Europe politique moderne, Bruxelles, Complexe, coll. « Questions à L'histoire », 2006, 213 p. (ISBN 978-2-8048-0088-8, BNF 40213495)
- Histoire du terrorisme : de l'Antiquité à Al Qaida, Paris, Bayard Culture, mars 2006, 715 p. (ISBN 978-2-227-47589-2, BNF 40143877)
- Collectif, 100 propositions du Forum Social Mondial, Paris, Editions Charles Léopold Mayer, coll. « Réalisé dans le cadre de l'Alliance des éditeurs indépendants », 2006, 272 p. (ISBN 978-2-84377-114-9, BNF 40100822, lire en ligne)
- 11 septembre, la terreur démasquée, Paris, Cavalier Bleu, août 2006, 150 p. (ISBN 978-2-84670-148-8, BNF 40242578)
- Tamerlan, Paris, Perrin, avril 2007, 250 p. (ISBN 978-2-262-02234-1, BNF 41017998)
- Manuel pratique du terroriste : trouvé à Manchester en Angleterre en mai 2000, dans l'appartement d'un membre présumé d'Al-Qaida  (trad. de l'arabe), Bruxelles, édition établie et présentée par Arnaud Blin, André Versaille, novembre 2009, 190 p. (ISBN 978-2-87495-057-5, BNF 42100591)
- Wagram. 5-6 juillet 1809, Paris, Tallandier, coll. « L'Histoire », novembre 2010, 207 p. (ISBN 978-2-84734-661-9, BNF 42313090)
- Comment Roosevelt fit entrer les États-Unis dans la guerre, Bruxelles, André Versaille, février 2011, 233 p. (ISBN 978-2-87495-129-9, BNF 42433485)
- « Armed groups and intra-state conflicts: the dawn of a new era? », International Review of the Red Cross, Cambridge University Press, juin 2011, volume 93, numéro 882
- Diccionario del Poder Mundial (avec G. Marin), Editorial Aùn Creemosn (Chili), 2013
- Les Batailles qui ont changé l’Histoire, Perrin, 2014
- avec Gérard Chaliand (dir.), Histoire du terrorisme de l'Antiquité à Daech, Fayard, 16 septembre 2015, 835 p.
- Les grands capitaines, Perrin, 2018.
- Les conquérants de la steppe, d'Attila au Khanat de Crimée, Ve – XVIIIe siècle, Paris, Passés Composés, 2021, 370 p.  (ISBN 978-2-37933-111-4)